# Selikum
Selikum ist ein Stadtteil der Stadt Neuss im Rhein-Kreis Neuss.

## Lage
Selikum grenzt im Norden an den Schnittpunkt der Bundesbahnlinie Köln–Neuss–Krefeld und der A 57, im Westen an die Obererft und im Süden an die Erft.

## Geschichte
Bereits im Jahre 1139 wurde Selikum als Sigelinkheim, 1181 als Schleichhin und 1223 als Sylencheim bezeichnet. Im 13. Jahrhundert wurde die Cornelius-Kapelle errichtet. Seit 1573 beaufsichtigten Franziskaner-Mönche die Kapelle. An diesem Ort errichteten Ordensleute einen Bauernhof, den Nixhof oder Nixhütte. Erstmals wurde  Selikum als Zollstelle 1608 erwähnt. Das an der Erft liegende Schloss Reuschenberg war von 1536 bis 1699 im Besitz der Familie von Reuschenberg. Von 1917 bis 1997 war im Schloss die hauswirtschaftliche Landfrauenschule Selikum untergebracht. 1932 erfolgte der Bau von einigen Siedlerhäusern. Zwischen 1963 und 1969 wurde auf den vorher landwirtschaftlich genutzten Flächen die Neubausiedlung Selikum mit 360 Eigenheimen errichtet. Mitte der 1970er Jahre entstand auf den städtischen Höfen ein Streichelzoo, der 1978 in Kinderbauernhof Neuss umbenannt wurde.

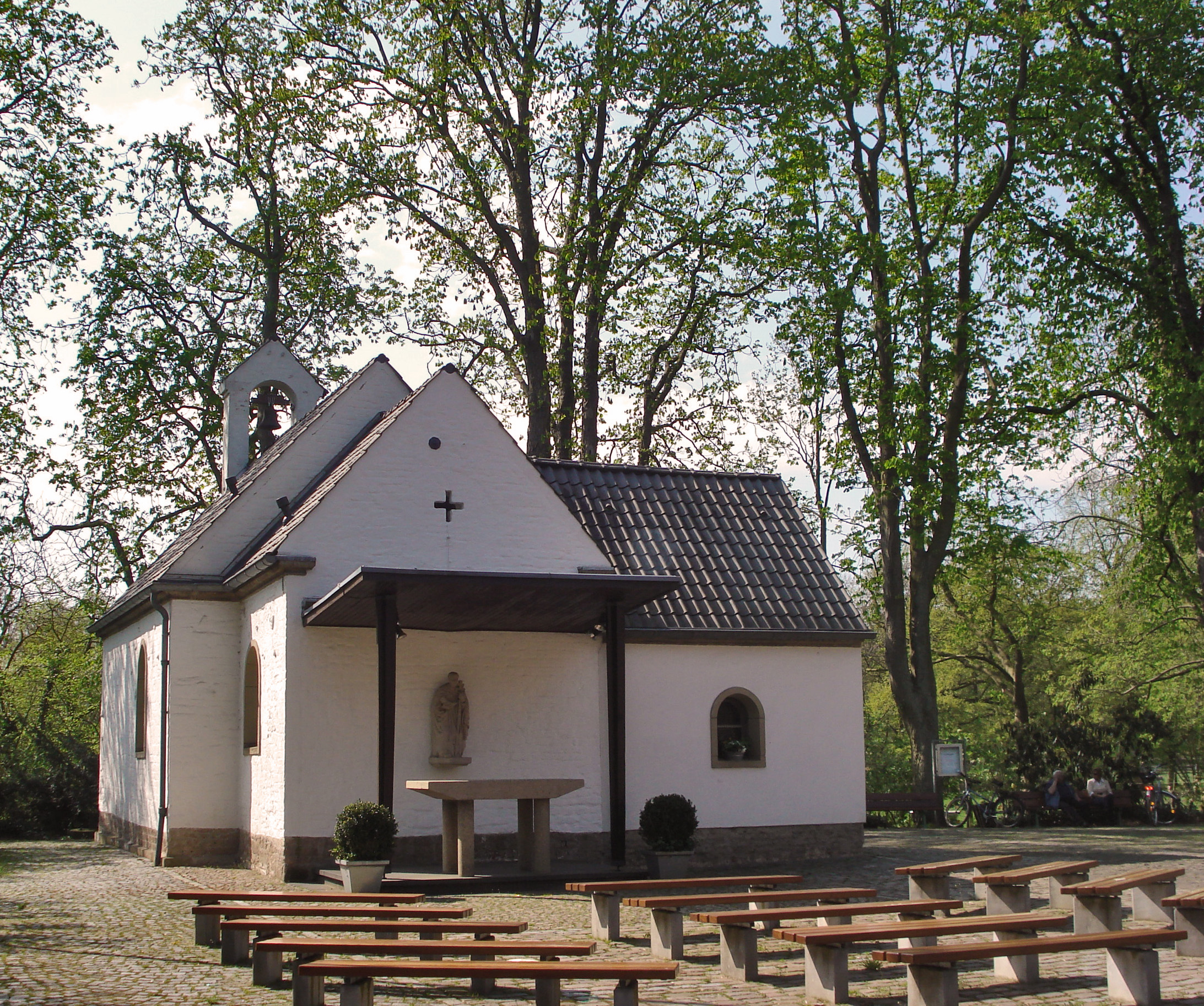
Cornelius-Kapelle

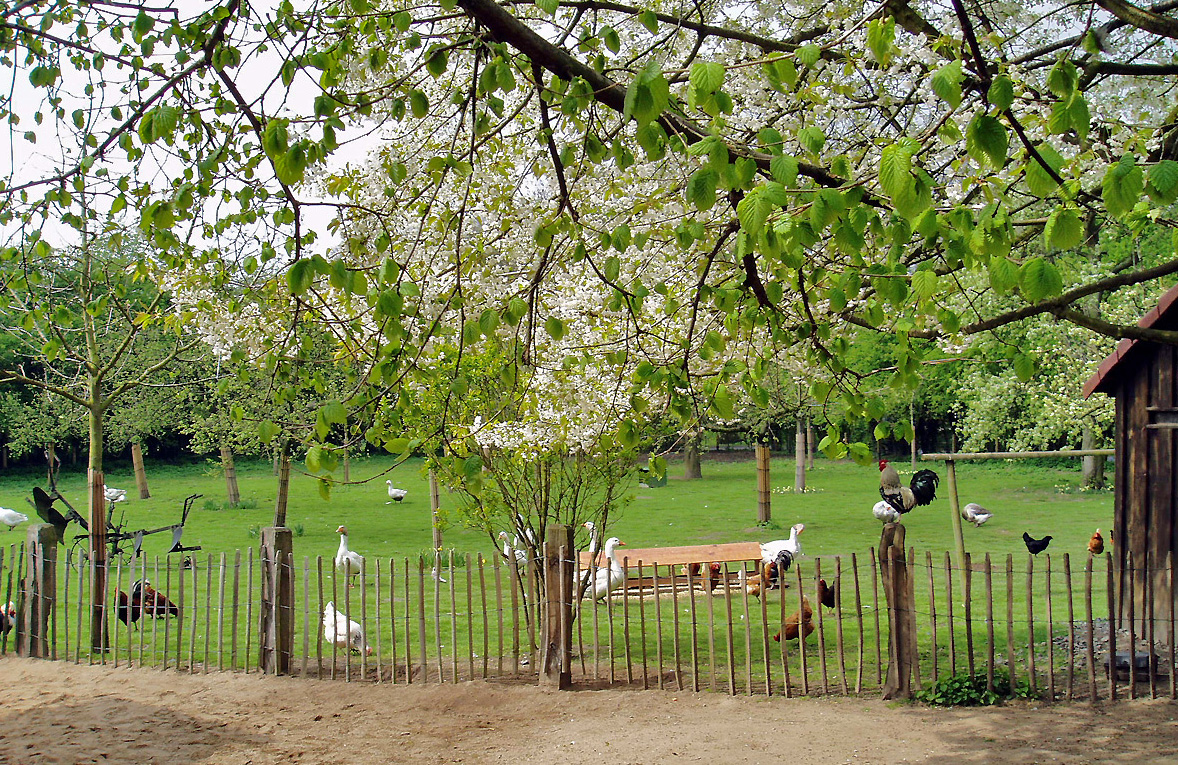
Frühling im Kinderbauernhof

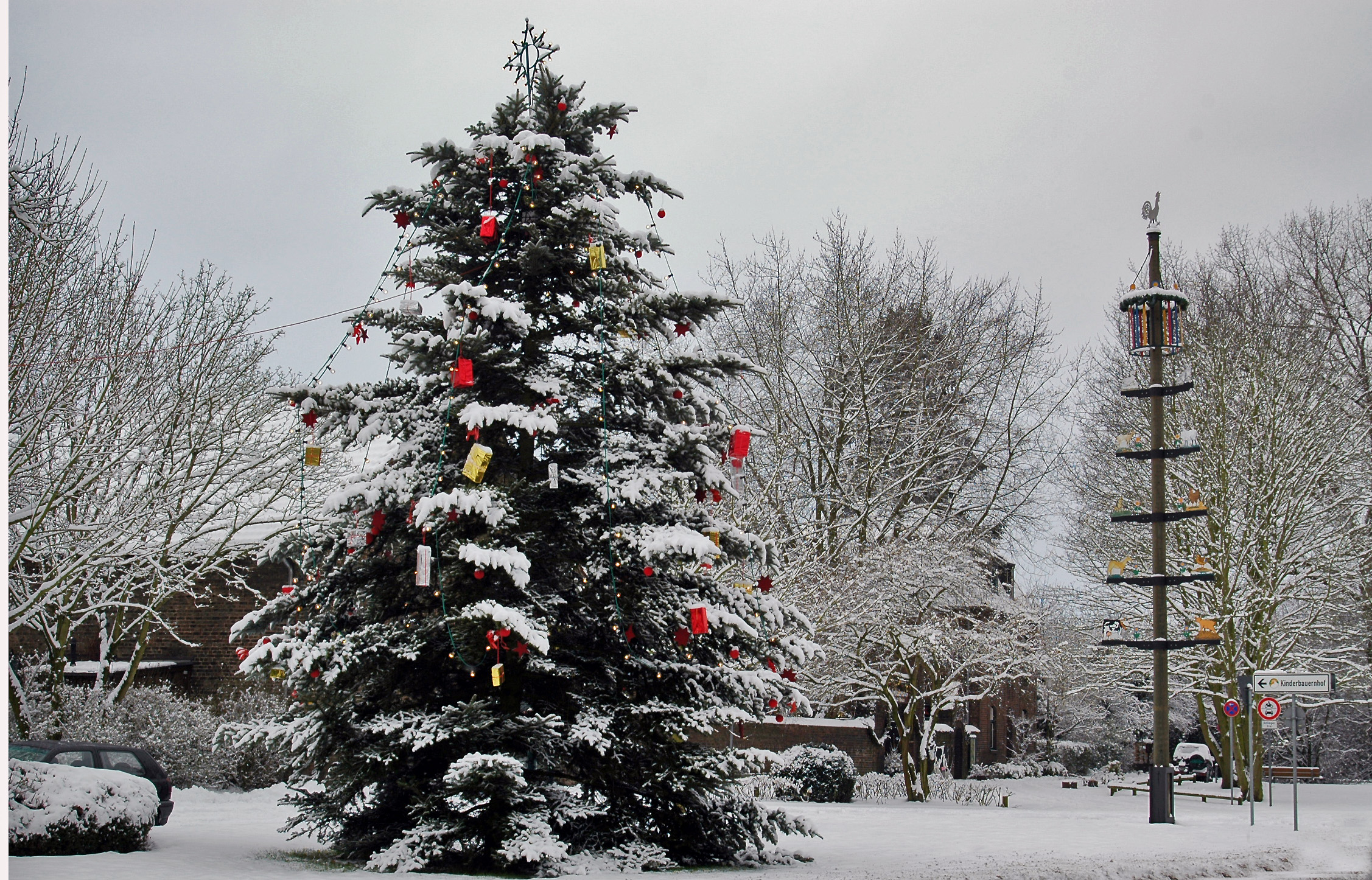
Weihnachtsbaum in Selikum

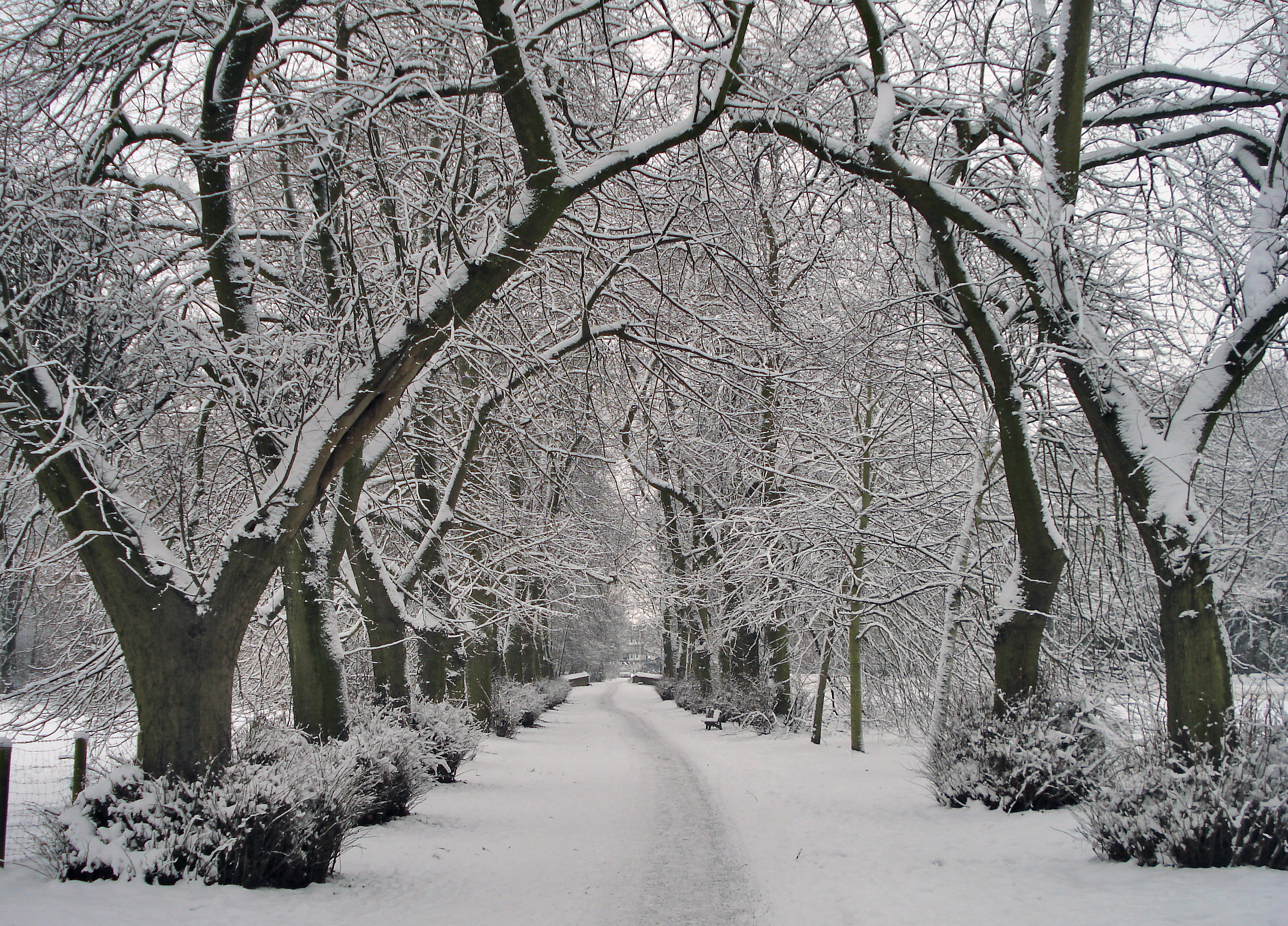
Nixhütter Weg – Dez. 2006

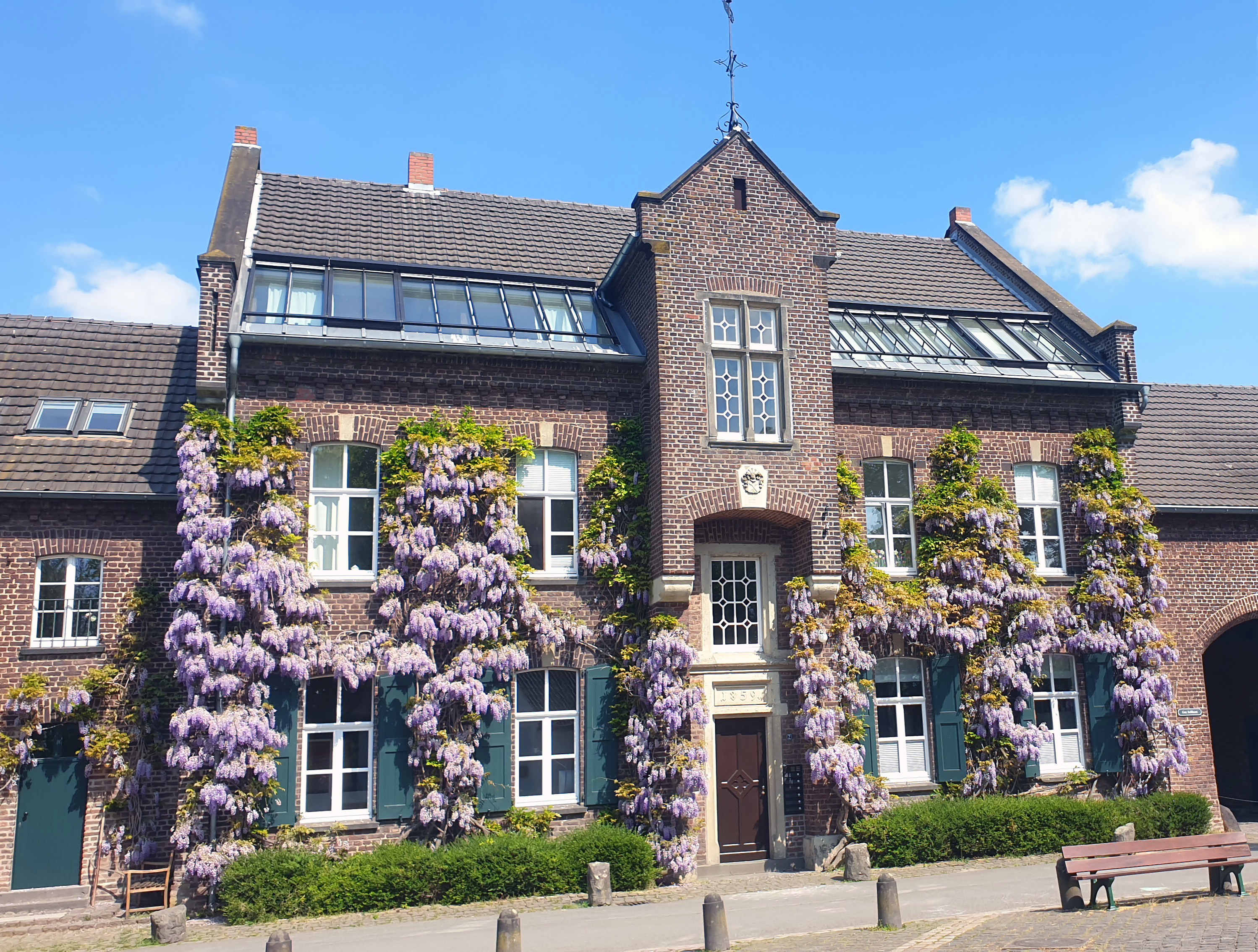
Gut Selikum

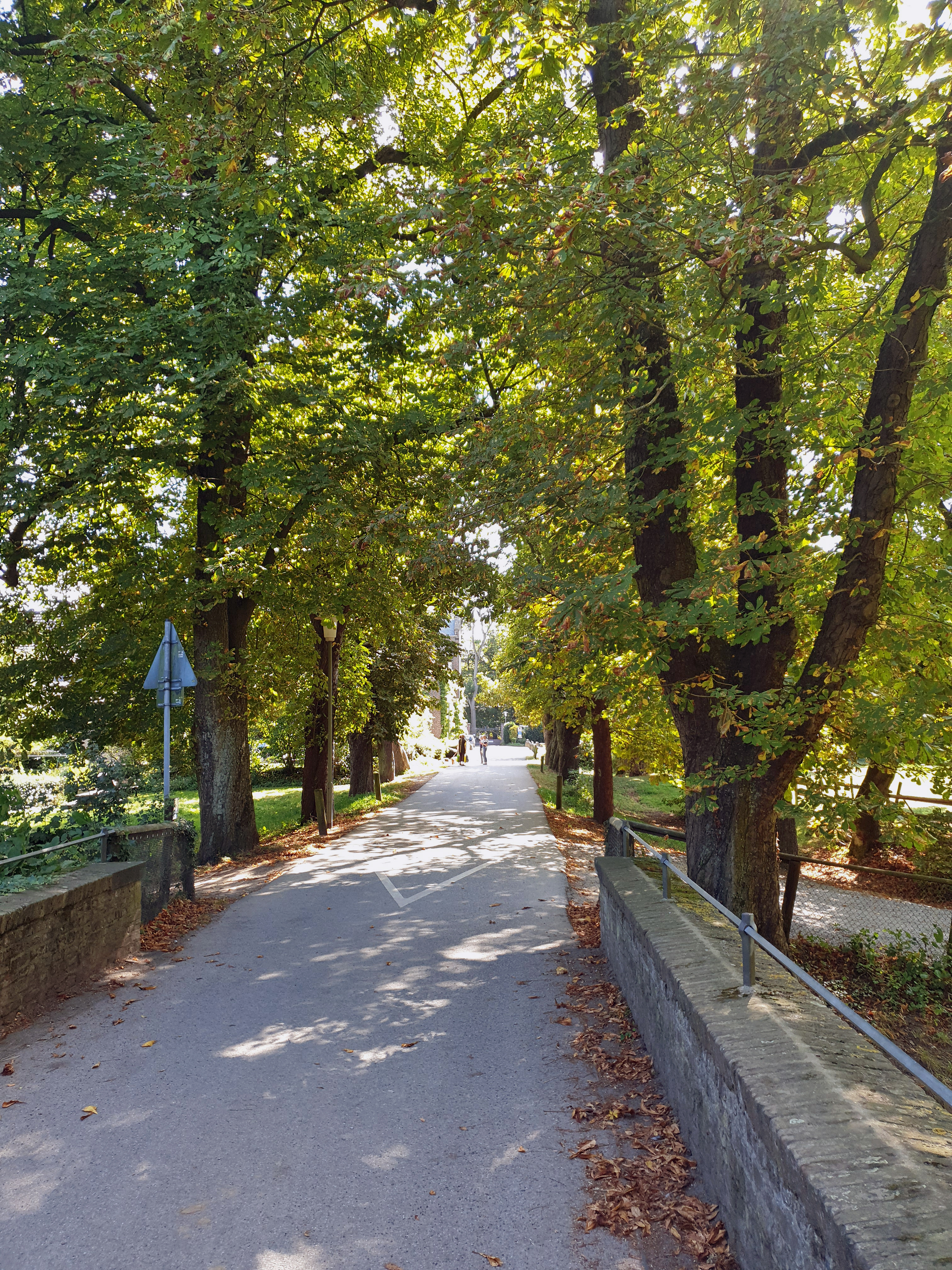
Kastanienallee zum Schloss Reuschenberg

## Bevölkerungsentwicklung
- 1990: 1291 Einwohner
- 2004: 1136 Einwohner
- 2008: 1144 Einwohner
- 2011: 1115 Einwohner
- 2014: 1139 Einwohner
- 2018: 1102 Einwohner
- 2021: 1140 Einwohner (Stand 31. Dezember 2021)[1]

## Öffentliche Einrichtungen
- Integrative Kindertagesstätte Sternschnuppe
- Kinderbauernhof

## Vereine
- Corneliusgesellschaft; gegründet 1970. Sie trägt das „Appeltaatfest“ aus; 400 Mitglieder
- Angelsportclub Selikum 1965 e. V.

## Kultur
Kunst auf Selikum: ist eine private Initiative, die Kunst präsentiert. Für das Projekt konnten als Kuratoren der Fotograf Timm Rautert und der Maler Neo Rauch gewonnen werden. Die Organisatoren sind Christiane und Lothar Pues, die bereits an ihrem früheren Wohnort Essen unter dem Motto „Kunst im Wohnraum“ Ausstellungen, Lesungen und Konzerte ohne monetäres Interesse organisiert haben. Sie haben von dem verstorbenen Künstler Gerhard Hoehme, der Professor an der Kunstakademie in Düsseldorf war und Wegbereiter des Informel war, die von dem Künstler geschaffenen Ausstellungsräume erworben. Auf Gut Selikum laden sie nicht nur zu Ausstellungen ein, sondern auch zu Literaturlesungen. Die Initiative ist in Berlin zusammen mit Henning Ritter im Salon Kufsteiner Straße fortgesetzt worden. Die Immobile in Neuss hat ein Finanzspekulant aus Düsseldorf erworben, der das kulturelle Projekt nicht fortgesetzt hat.
Ein Gedicht von Norbert Hummelt trägt den Titel selikum und verarbeitet Erinnerungen an den Ort.